# Heinrich Zschokke

Ludwig Albert
von Montmorillon:
Heinrich Zschokke, 1817

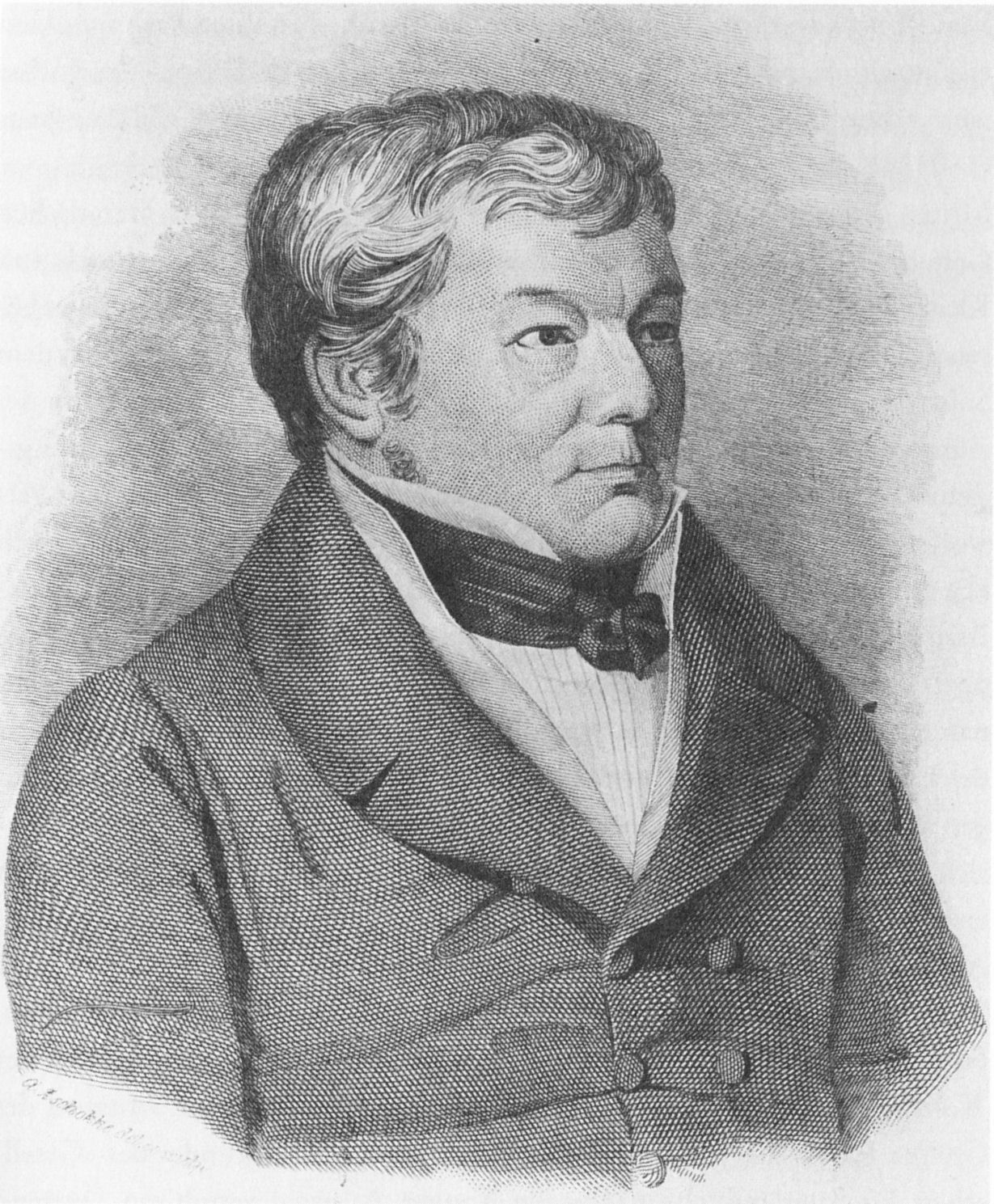
Heinrich Zschokke, 1842

Johann Heinrich Daniel Zschokke (* 22. März 1771 in Magdeburg; † 27. Juni 1848 in Aarau), meist Heinrich Zschokke, auch Johann von Magdeburg und Johann Heinrich David Zschokke genannt, war ein deutscher Schriftsteller und Pädagoge. Er liess sich in der Schweiz einbürgern, übernahm in der Folge zahlreiche politische Ämter und wirkte als liberaler Vorkämpfer und Volksaufklärer.

## Leben
Der Sohn des Altmeisters der Magdeburger Tuchmacherinnung Schokke wuchs nach dem frühen Tod der Eltern erst bei Geschwistern und dann bei dem Schriftsteller und Rektor des altstädtischen Gymnasiums Elias Caspar Reichard auf. Er besuchte das Pädagogium am Kloster Unser Lieben Frauen sowie das altstädtische Gymnasium. 1788 verliess er Gymnasium und Stadt auf eigene Faust, nahm in Schwerin eine Hofmeisterstelle an und ging mit einer Theatergesellschaft nach Prenzlau; im Herbst 1790 nahm er ein Studium der Philosophie und Theologie an der Universität Frankfurt (Oder) auf. Nach der Promotion 1792 war er bis 1795 Privatdozent für Philosophie.
1795 bis 1796 unternahm er eine Bildungsreise durch Deutschland, Frankreich und die Schweiz, wo er sich schliesslich niederliess. 1796 wurde er Leiter des Philanthropins in Reichenau im Kanton Graubünden, arbeitete an der Verbesserung des Schulwesens, wurde zunehmend politisch aktiv und erhielt das Bürgerrecht Graubündens.
Zschokke lebte zeitweise im Schloss Biberstein und heiratete am 25. Februar 1805 Anna Elisabeth («Nanny») Nüsperli (1785–1858), Tochter des Jakob Nüsperli. Am 1. Oktober 1807 erwarb er in Aarau das Haus von Gottlieb Samuel Imhof in der heutigen Vorstadt am Rain, Nummer 18. Das Ehepaar bewohnte dieses mit den zwölf Söhnen und der einzigen Tochter von 1818 bis 1825. Zschokke war der Schwager von Friedrich Nüsperli und Ernst August Evers.
Zschokke erwarb 1810 von Hieronimus Hagnauer-Meyer (1735–1816) den Ziegelgarten mit Haus samt Scheune und Schopf und schloss im gleichen Jahr mit den Lohgerbern Johannes Oelhafen und Johannes Rychner einen Vertrag ab, um in den Räumlichkeiten unter der Firma Zschokke-Oelhafen & Co. eine Ledermanufaktur und Lederhandlung zu betreiben, an der er sich finanziell beteiligte. Zschokke trat sechs Jahre später, nun finanziell abgesichert, aus der Firma aus.
Als man Zschokke das zurückgehaltene Gehalt von seiner Regierungsstatthalterschaft in Basel auszahlte, konnte er zusammen mit dem Erlös der Edelsteine, die er 1815 vom Bayrischen Königspaar geschenkt bekommen hatte, die selbstentworfene Villa Blumenhalde bauen lassen. Dort lebte er mit seiner Familie von 1818 bis zu seinem Tod 1848.

## Politik
Nachdem die Franzosen im März 1798 die Schweiz erobert und die Helvetische Republik ausgerufen hatten, unterstützte Zschokke die «Patrioten», die einen Anschluss Graubündens an den neuen Staat forderten. Als bei einer Volksabstimmung am 1. August 1798 die Gegner des Anschlusses gewannen, wurde er von seinen politischen Gegnern bedroht und musste neun Tage später nach Aarau fliehen. Die Regierung Graubündens erkannte ihm sein Bürgerrecht ab und setzte ein Kopfgeld auf ihn aus. 1801 erhielt Zschokke sein Bürgerrecht zurück, als die Gegner des Anschlusses abgesetzt worden waren und Graubünden der Helvetischen Republik beitrat.
Zschokke arbeitete in verschiedenen Ämtern für die Helvetische Regierung in Luzern. Von November 1798 bis Mai 1799 war er Leiter des «Bureaus für Nationalkultur» und von Mai bis September 1799 Distriktskommissär in Stans. Danach war er Regierungskommissär in drei verschiedenen Kantonen: von September 1799 bis Februar 1800 im Kanton Waldstätte, von Mai bis September 1800 im Kanton Tessin und von September 1800 bis November 1801 im Kanton Basel. Zusammen mit seinem Schwager Friedrich Nüsperli spielte Zschokke eine entscheidende Rolle im «Volksbildungsverein» des Kantons Basel-Landschaft.

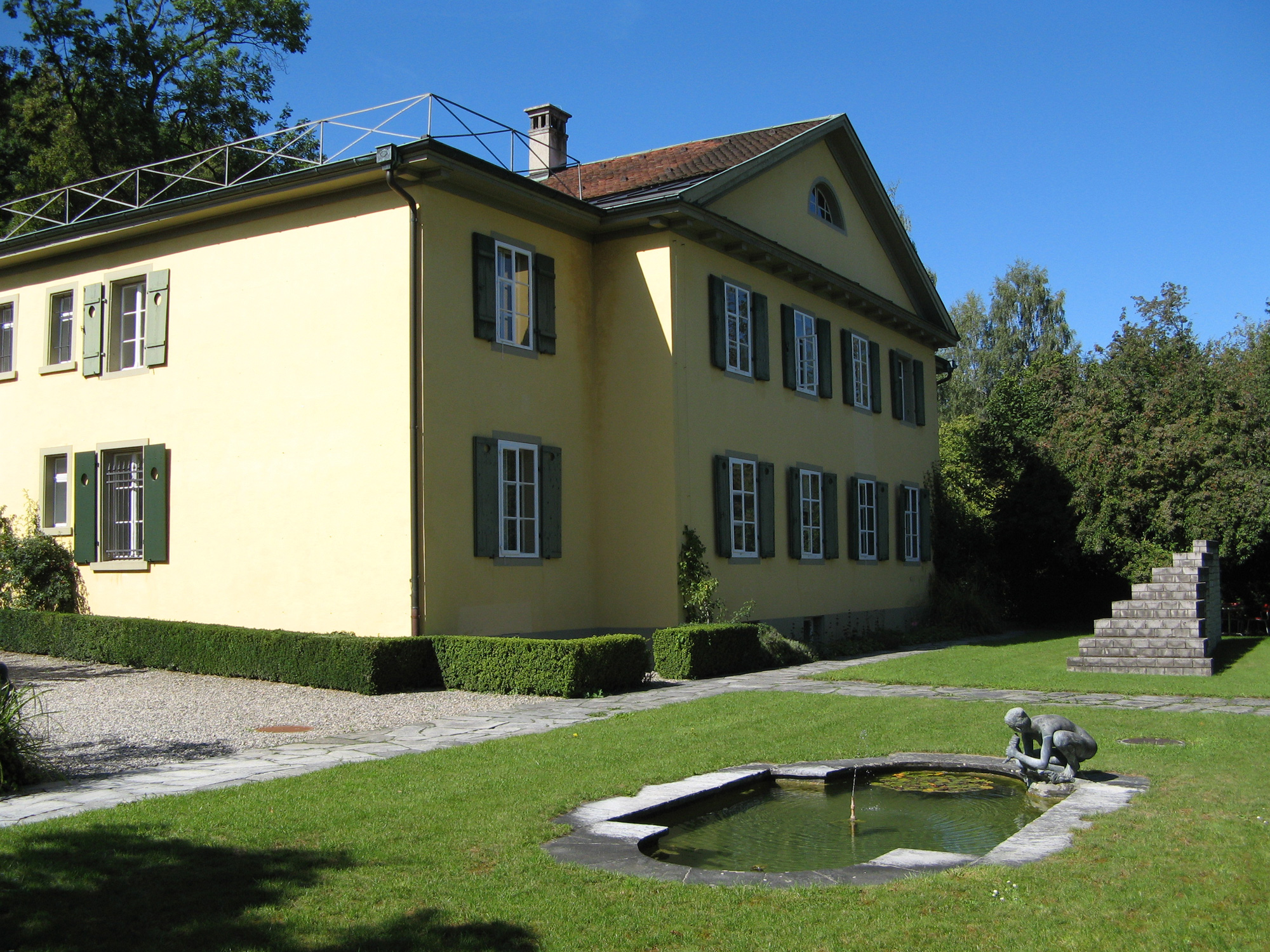
Villa Blumenhalde, Aarau

Die Regierung des neu geschaffenen Kantons Aargau ernannte ihn 1804 zum Oberforst- und Bergrat, was seinem naturwissenschaftlichen Interesse entgegenkam. In dieser Funktion verfasste er ein zweibändiges Handbuch für Forstbeamte und reorganisierte die aargauische Forstwirtschaft grundlegend; sein Wirken galt für die damalige Zeit als vorbildlich und wegweisend. Er war Mitbegründer und zweiter Präsident der Aargauischen Naturforschenden Gesellschaft.

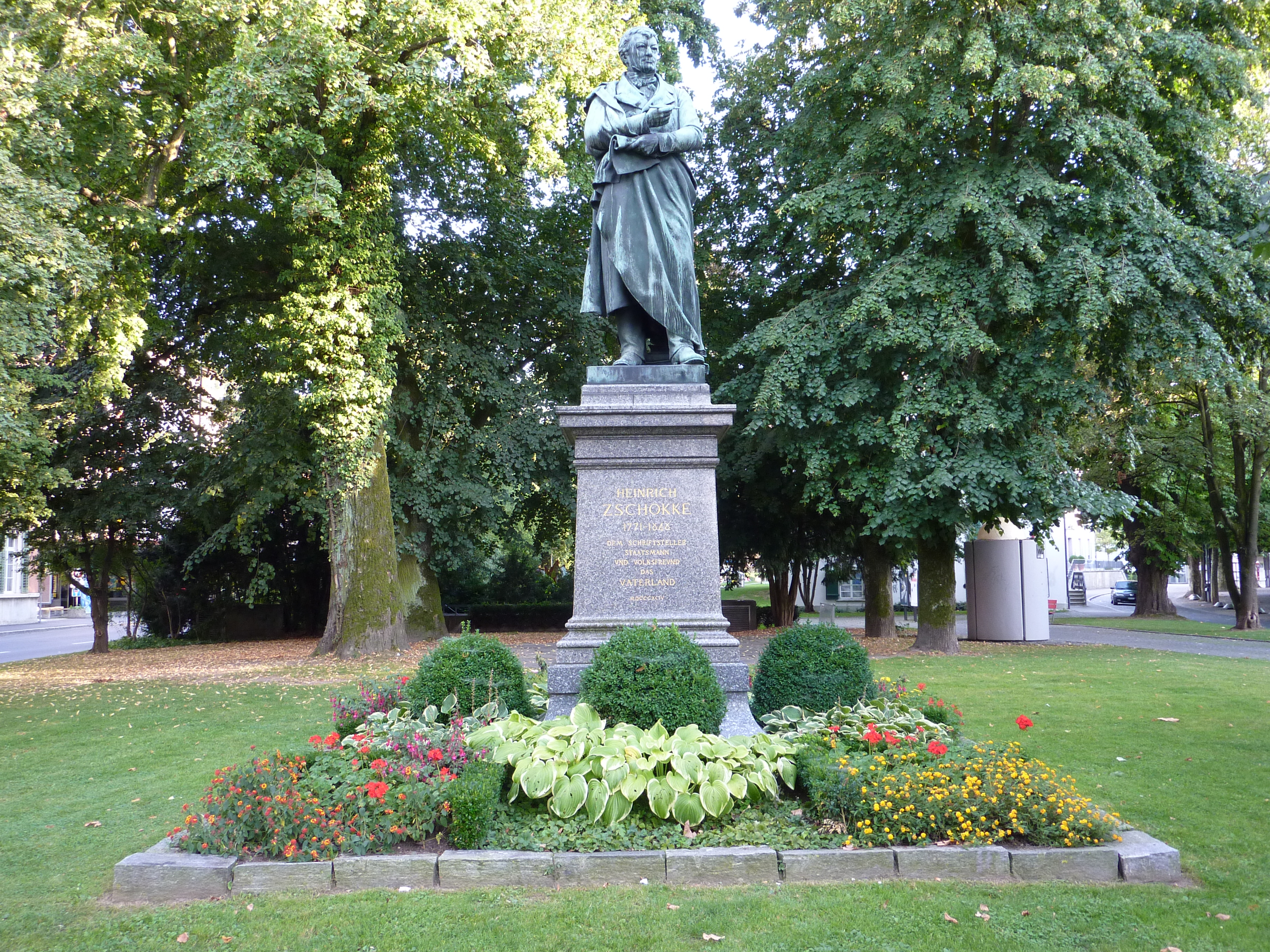
Zschokke-Denkmal im Stadtpark Aarau

Im Jahre 1815 wurde Zschokke in den Grossen Rat des Kantons Aargau gewählt. Er gehörte zwar keiner Partei an, stand aber den liberalen Kräften nahe. Er nahm während der Restaurationszeit mehrmals das Amt eines Tagsatzungsabgeordneten für den Aargau ein. Als Mitglied und später als Präsident der Helvetischen Gesellschaft setzte er sich offen für eine Reform der Schweiz in liberalem Sinn ein. Als die Liberalen 1830 die Macht im Kanton übernahmen, erreichte er eine Stärkung der Volksrechte in der neuen Kantonsverfassung. 1833 wurde Zschokke aargauischer Abgesandter an der Tagsatzung und setzte sich für die Bildung eines modernen Bundesstaates ein. 1841 unterstützte er den Antrag zur Aufhebung aller Klöster des Aargaus (→ Aargauer Klosterstreit). 1843 zog er sich aus dem öffentlichen Leben zurück.

## Werk
Als Schriftsteller wandte sich Zschokke anfangs der Räuber- und Schauerromantik zu, etwa in der Tragödie Graf Monaldeschi (1790) und den Romanen Abällino der große Bandit (1793) und Alamontade, der Galeerensklave (1803). Später schrieb er moralische Erzählungen mit aufklärerischer Tendenz. Seine Novellen bzw. Romane (Die Walpurgisnacht, Geister und Geisterseher oder Leben und frühes Ende eines Nekromantisten (Digitalisat und Volltext im Deutschen Textarchiv), Der tote Gast (Digitalisat und Volltext im Deutschen Textarchiv), Das Goldmacherdorf (1817), Die Nacht in Brczwezmcisl) waren beim Publikum sehr beliebt, ebenso sein Erbauungsbuch Stunden der Andacht. 1814 erschien seine Erzählung Hans Dampf in allen Gassen.
Das Goldmacherdorf von 1817 gilt als erster Genossenschaftsroman der Weltliteratur. 1833 lag bereits die fünfte Auflage vor. Der Roman wurde ins Bulgarische, Englische, Finnische, Französische, Niederländische, Italienische, Kroatische, Lettische, Ungarische, Rätoromanische, Russische, Slowakische, Slowenische und Tschechische übersetzt und erhielt dadurch europäische Resonanz.
Heinrich Remigius Sauerländer verlegte in seinem Verlag Zschokkes Gesamtausgabe. Mit Sauerländer reiste Zschokke im August 1815 nach Wien und hielt sich im September in München auf, wo ihm König Maximilian I. Joseph als Anerkennung für die Abfassung von Baierische Geschichten eine goldene Dose mit seinem Namenszug in Brillanten schenkte. Später übersandte ihm Königin Karoline Friederike Wilhelmin einen Brillantring mit ihrem Namenszug.
Zschokke war zu seiner Zeit einer der meistgelesenen deutschsprachigen Schriftsteller. Ausserdem machte er sich durch Forschungen zur älteren Geschichte der Schweiz und mit der Herausgabe volkserzieherischer Zeitschriften verdient. Er verfasste ein umfangreiches Werk zur Geschichte Bayerns. Er gehörte u. a. der Literarischen Gesellschaft des Kantons Luzern an, in die auf seinen Antrag hin am 4. März 1799 auch sein Freund Markus Vetsch, Mitglied des helvetischen Grossen Rates und der helvetischen Tagsatzung, aufgenommen wurde. Daneben gab er zahlreiche Zeitungen heraus; 1799 war das der Helvetische Genius, sein 1804 gegründetes Wochenblatt (später Tageszeitung) Der Schweizer-Bote erschien bis 1878. Zschokke stand im schriftlichen Austausch mit Karl August Böttiger.
Heinrich Zschokke wurde auch als Übersetzer bekannt; er übertrug unter anderem die von Rodolphe Töpffer verfassten Nouvelles Genevoises ins Deutsche.
Schriften zur Geschichte der Schweiz
- Die drey ewigen Bünde im hohen Rhätien – Historische Skizze. Zürich 1798. Erster Theil (244 Seiten) und Zweiter Theil (online).
- Geschichte vom Kampf und Untergang der schweizerischen Bergkantone. Gessner, Bern/Zürich 1801 (online).
- Historische Denkwürdigkeiten der helvetischen Staatsumwälzung. Gesammelt und herausgegeben von Heinrich Zschokke. Winterthur 1803 (online).
- Der schweizer Gebirgsförster (= Volkserzieherisch-wissenschaftliche Schriften). 1806.
- Geschichte des Freystaats der drey Bünde im hohen Rhätien. Zürich 1817, 2. Auflage (online).
- mit Emil Zschokke: Des Schweizerlands Geschichte für das Schweizervolk. 9. Auflage, Aarau 1853 (online).
- Ausgewählte Historische Schriften. In sechszehn Theilen. Zweiter Theil: Der Aufruhr von Stans. Geschichte von Kampf und Untergang der Schweizerischen Berg- und Waldkantone. Aarau 1830 (online).
- Der Aufruhr von Stans. Überarbeitete Neuausgabe, 2020, ISBN 978-3-7460-7510-5.

Schriften zur Landeskunde der Schweiz
- Meine Wallfahrt nach Paris. Erster Theil Zürich 1796, Zweiter Theil Zürich 1797 (Online-Auszug; PDF; 4,3 MB (Memento vom 13. Dezember 2014 im Internet Archive)).
- Die klassischen Stellen der Schweiz und deren Hauptorte in Originalansichten dargestellt. Karlsruhe und Leipzig, Kunst-Verlag. Erste Abtheilung 1836, Zweite Abtheilung 1838. Reprint unter dem Titel Wanderungen durch die Schweiz. Hildesheim, Olms Presse, ISBN 3-487-08114-8 und ISBN 3-487-08115-6.

Schriften zur Geschichte Bayerns
- Baierische Geschichte
  - Erstes und zweites Buch: Des Landes Urgeschichte bzw. Die Zeiten deutschen Heerbanns und Faustrechts. 2. Auflage, Aarau 1821 (online).
  - Drittes Buch: Die Ursprünge baierischer Volksfreiheiten. 2. Auflage, Aarau 1830 (online).
  - Viertes Buch Die Bruderkriege der Schyren. 2. Auflage, Aarau 1830 (online).
  - Fünftes Buch: Die Zeiten der Glaubenskriege. Aarau 1816 (online).
  - Sechstes Buch
    - Teil 1: Die letzten Kurfürsten zu Baiern. 3. Auflage, Aarau 1828 (online).
    - Teil 2: Karl Theodors Herrscherjahre in Baiern. 3. Auflage, Aarau 1828 (online).

## Nachkommen
Heinrich Zschokke war u. a. der Vater des Ingenieurs Olivier Zschokke, des Naturforschers Theodor Zschokke und des Pfarrers und Schriftstellers Emil Zschokke, sowie Grossvater des Bauingenieurs Conradin Zschokke, des Zoologen Friedrich Zschokke, des Veterinärmediziners Erwin Zschokke, des Bauingenieurs Richard Zschokke, des Optikers Walther Zschokke und des Metallurgen Bruno Zschokke. Er war der Urgrossvater des Bildhauers Alexander Zschokke und seines Bruders Peter Zschokke sowie Ururgrossvater des Schriftstellers Matthias Zschokke. Einer seiner zahlreichen Enkel war Robert Theodor Eugen Zschokke (1851–1883); dieser gründete 1881 mit seinem Jugendfreund Alfred Oehler (1852–1900) die Firma Zschokke & Oehler, aus der nach dem frühen Tod von Robert Zschokke mit nur 32 Jahren die Firma Oehler & Cie. AG Stahl- und Metallwaren, Aarau, hervorging. Diese Firma wurde 1983 liquidiert.

## Rezeption
Der französische Schriftsteller Charles Nodier fühlte sich zu Unrecht des Plagiats an Abällino der große Bandit bezichtigt, nachdem er 1818 seinen eigenen romantischen Räuberroman Jean Sbogar veröffentlicht hatte. Nodier, der betont, Zschokke nicht gekannt zu haben, wirft in seinem Vorwort zu Jean Sbogar ausführlich und recht humorvoll ein: "Ich, der ich doch niemals irgendwen auf der Welt bestehlen wollte, sei es auch Zschokke, ich, der ich Zschokke gar nicht kannte [...] Ich fragte überall nach Neuigkeiten über Zschokke herum. Zum Teufel mit denen, die von Zschokke gehört hatten!"